# Dynamic Togolais
El Dynamic Togolais (también conocido como Dyto), es un equipo de fútbol de Togo que juega en el Campeonato nacional de Togo, el torneo de fútbol más importante del país.

## Historia
Fue fundado en el año 1940 en la capital Lomé, es uno de los equipos más ganadores del país al contabilizar 6 torneos de liga y 3 de copa. Además, ha participado varias veces en torneos continentales, destacando en la Copa Africana de Clubes Campeones 1971 donde alcanzó los cuartos de final.

## Palmarés
- Campeonato nacional de Togo: 6

1970, 1971, 1997, 2001, 2004, 2012
- Copa de Togo: 3

2001, 2002, 2005

## Participación en competiciones de la CAF
| Temporada | Torneo                            | Ronda            | Club                       | Casa | Visita | Global      |
| --------- | --------------------------------- | ---------------- | -------------------------- | ---- | ------ | ----------- |
| 1971      | Copa Africana de Clubes Campeones | 2                | Victoria Club Mokanda      | 2-0  | 2-1    | 4-1         |
| 1971      | Copa Africana de Clubes Campeones | Cuartos de final | Canon Yaoundé              | 1-2  | 3-4    | 4-6         |
| 1972      | Copa Africana de Clubes Campeones | 2                | Aigle Nkongsamba           | 1-1  | 3-4    | 4-5         |
| 1998      | Liga de Campeones de la CAF       | 1                | FC 105 Libreville          | 3-3  | 2-6    | 5-9         |
| 2002      | Liga de Campeones de la CAF       | Preliminar       | Tourbillon FC              | 0-0  | 2-3    | 2-3         |
| 2003      | Recopa Africana                   | 1                | Africa Sports National     | 1-2  | 1-1    | 2-3         |
| 2004      | Copa Confederación de la CAF      | Preliminar       | Etoile Filante Ouagadougou | 0-0  | 0-2    | 0-2         |
| 2006      | Copa Confederación de la CAF      | Preliminar       | AS Bamako                  | 0-0  | 0-5    | 0-5         |
| 2011      | Copa Confederación de la CAF      | Preliminar       | Sahel SC                   | 0-0  | 0-0    | 0-0 (2-4 p) |
| 2013      | Liga de Campeones de la CAF       | Preliminar       | AS Vita Club               | 1-2  | 0-3    | 1-5         |